# Marguerite Yourcenar
Marguerite Yourcenar (ejtsd: maʀɡəʀit juʀsənaʀ, eredeti nevén Marguerite Antoinette Jeanne Marie Ghislaine Cleenewerck de Crayencour; Brüsszel, 1903. június 8. – Mount Desert Island, Maine, USA, 1987. december 17.) francia író, költő, fordító és kritikus. 1947-ben amerikai állampolgárságot is szerzett és attól kezdve haláláig az Amerikai Egyesült Államokban élt.
A francia anyanyelvén, az angolon és az olaszon kívül a görögöt és a latint is kiválóan ismerő írónő regényeiben, elbeszéléseiben – még önéletrajzi regényeiben is – az antik kultúra és az arra épülő, a Rabelais műveivel a reneszánsz korban megszülető francia „humanista regény” legszebb hagyományait éltette tovább, minden írását átitatja a szophoklészi hit, hogy „az embernél nincs semmi csodálatosabb” – s nincs semmi esendőbb. Írói eszköze a kristálytiszta, klasszikus francia nyelv s a mindig emelkedett stílus – azokban a műveiben is, amelyek a „másságról”, az általa belülről megélt, de sokak által a normálistól eltérőnek vélt nemi vonzalom csapdáiról vagy éppen szépségéről szólnak.
Ő volt az első nő, akit tagjává – a „halhatatlanok” közé – választott a Francia Akadémia (1980).
1983-ban Erasmus-díjjal is kitüntették.

## Élete

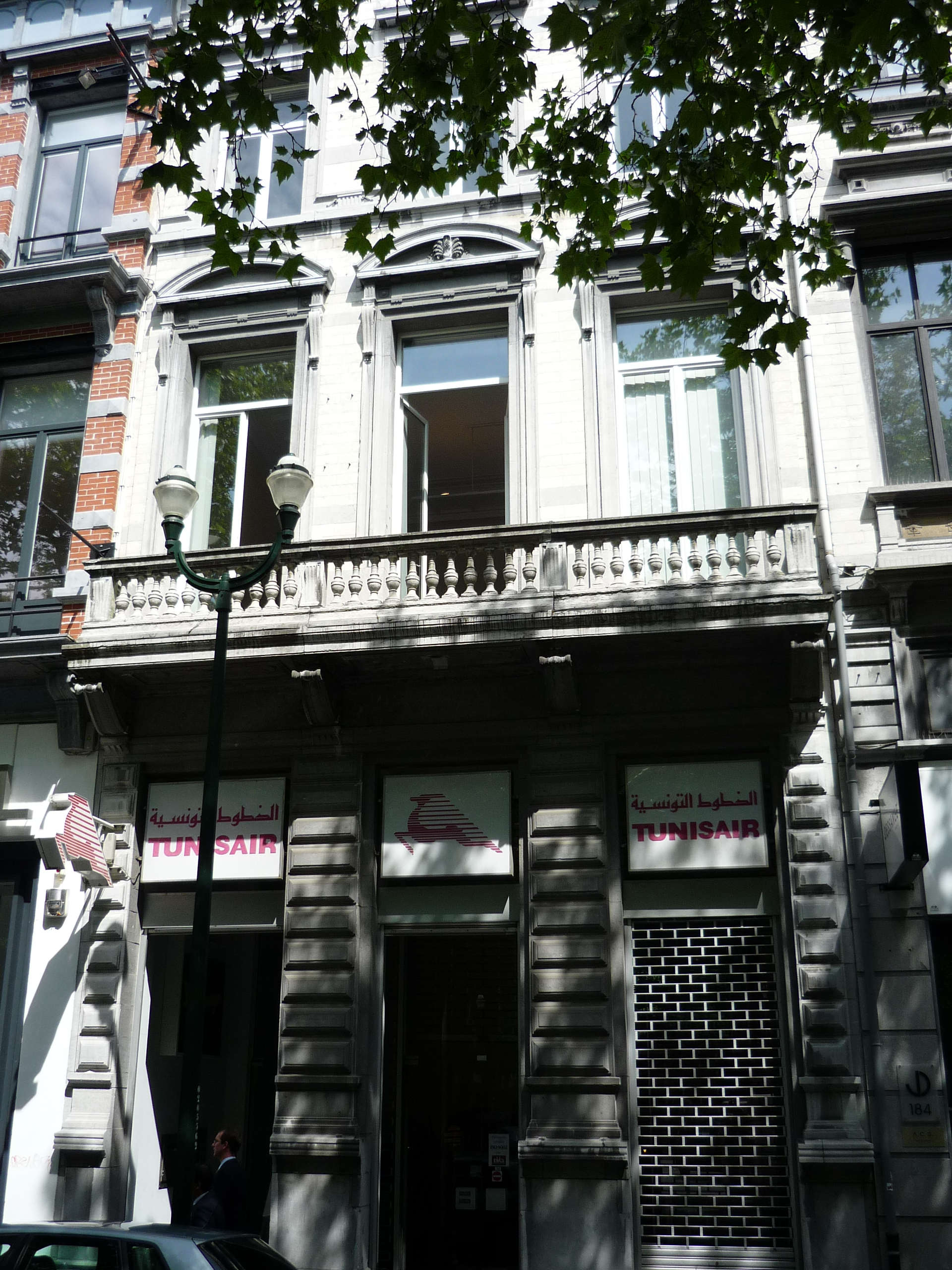
Brüsszel, avenue Louise - egy 1897-ben épült ház

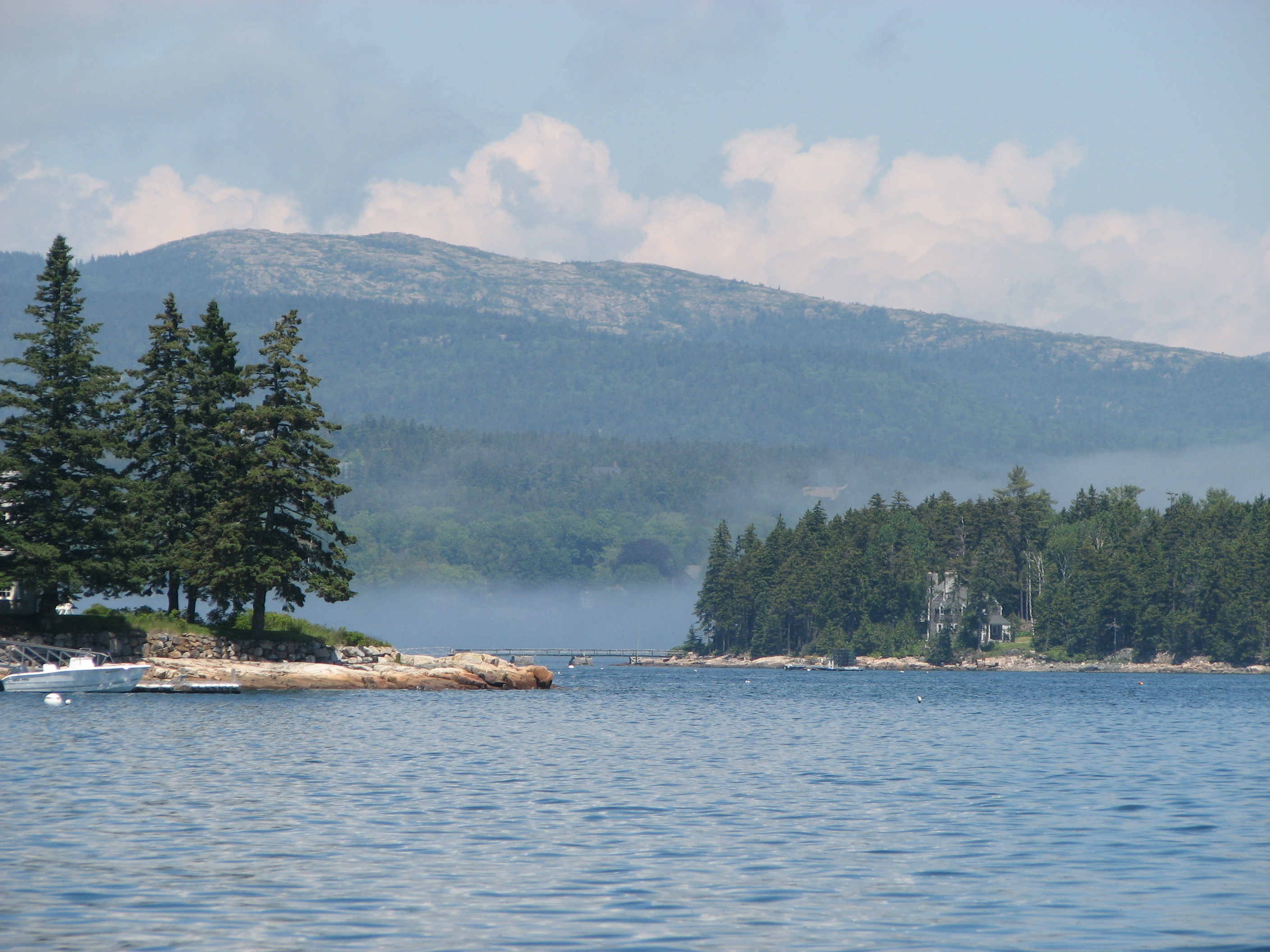
Mount Desert Island

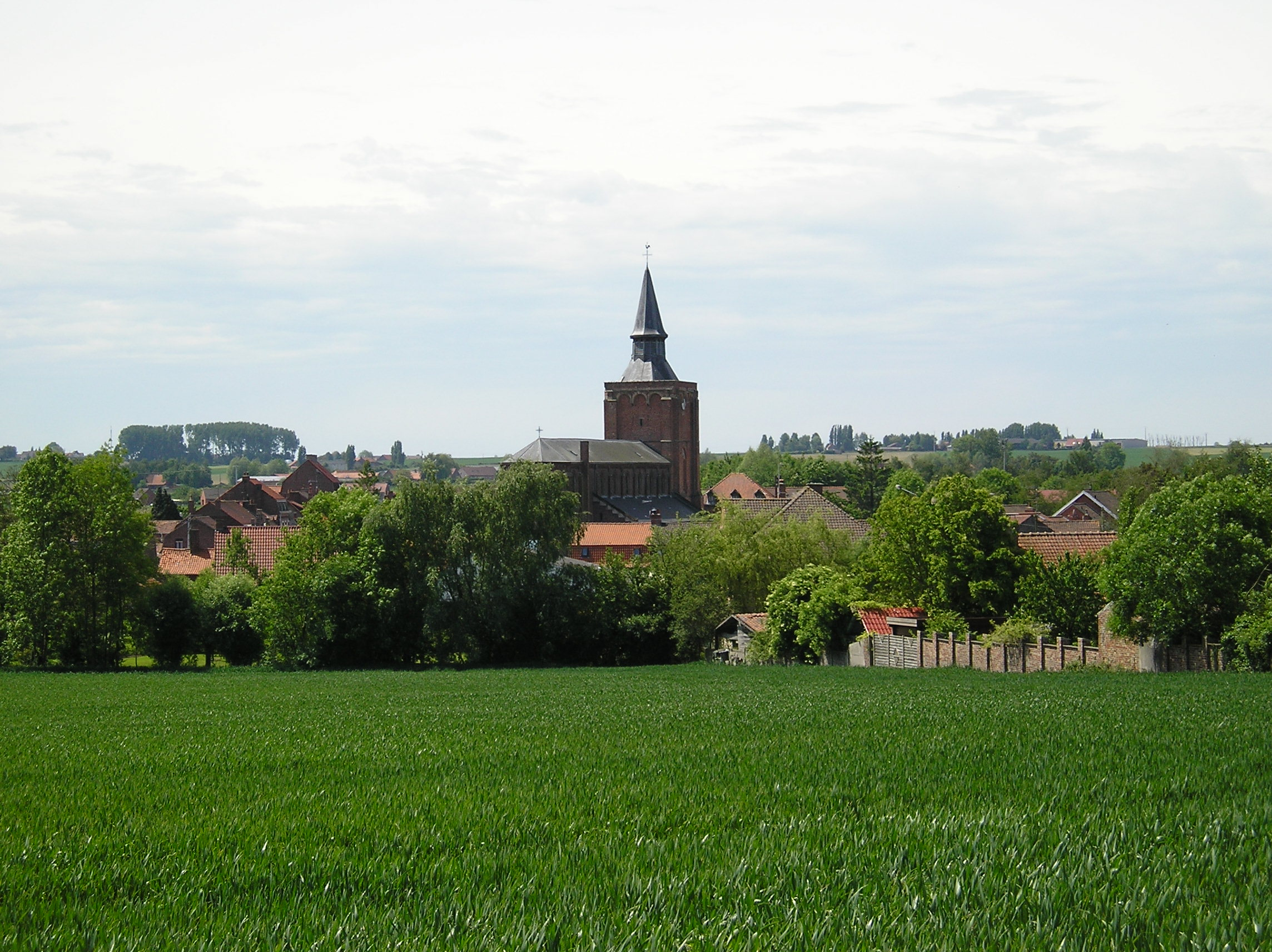
Saint-Jans-Cappel település a Mont-Noir lábánál

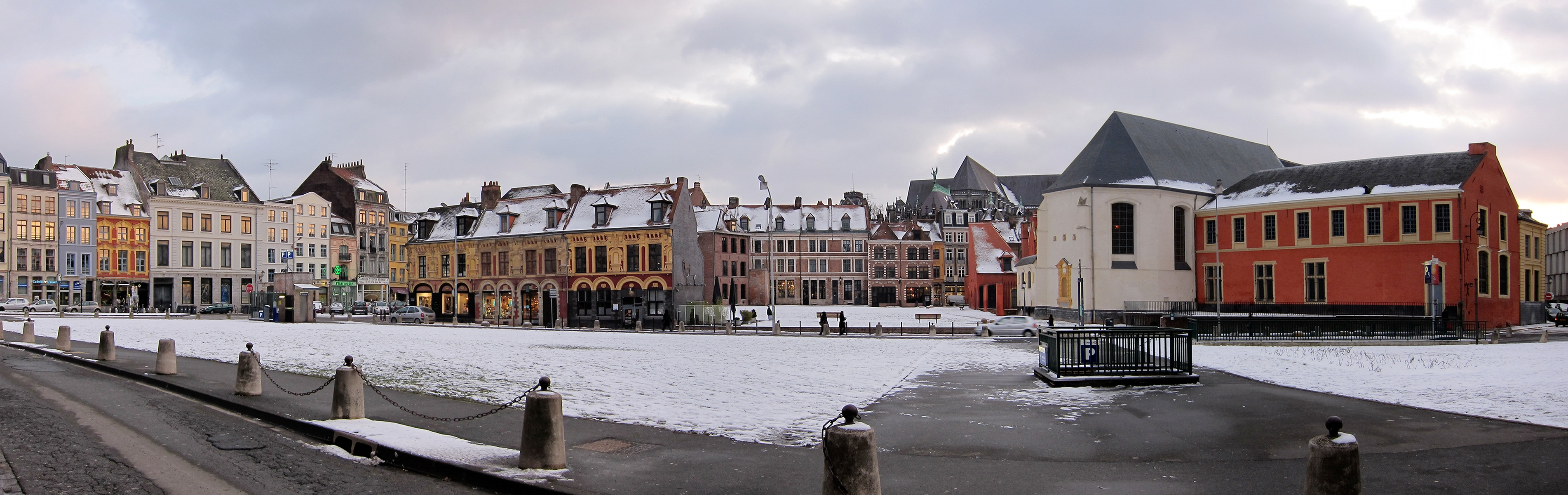
Lille télen

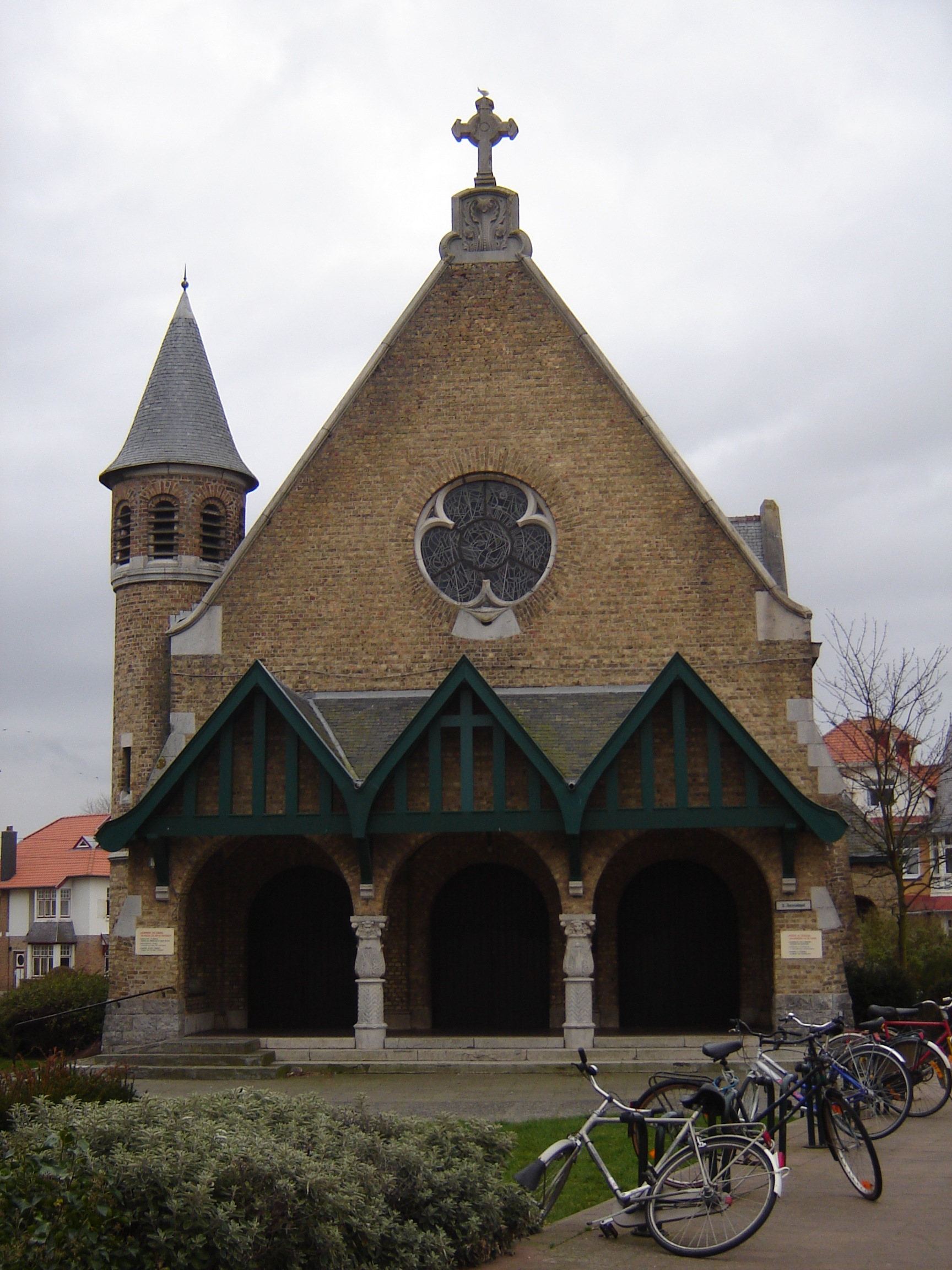
Westendei kápolna

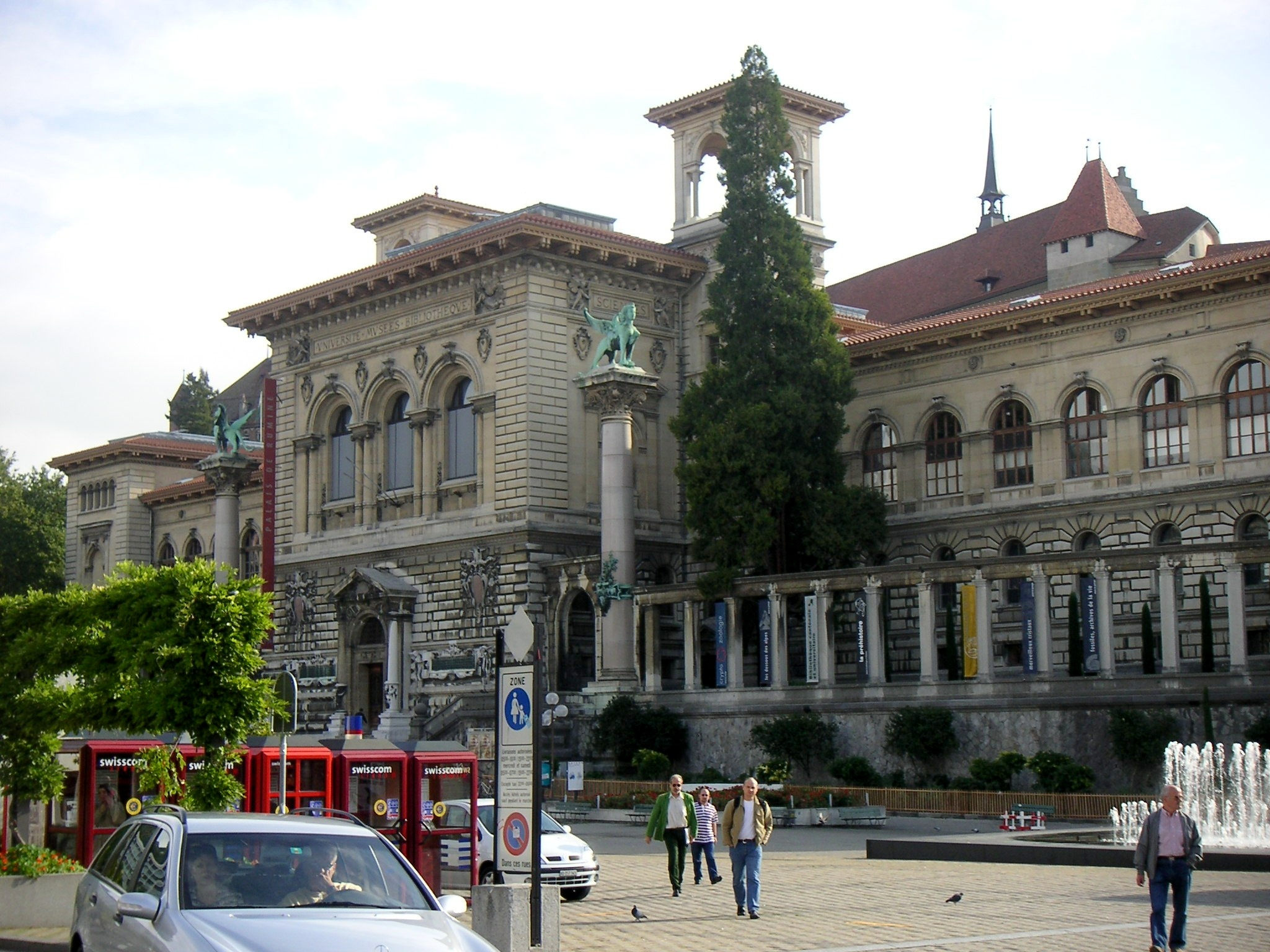
Lausanne

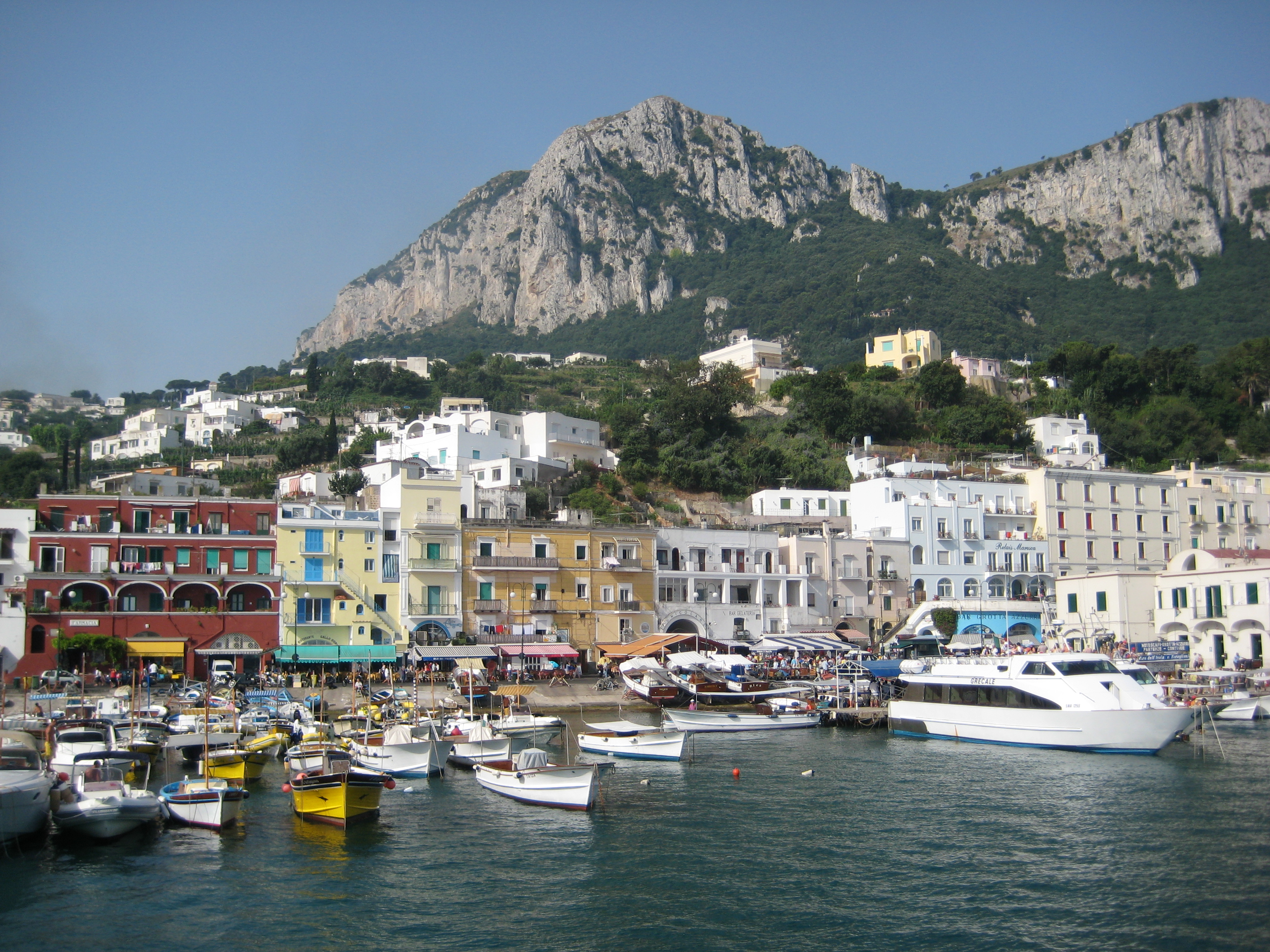
Capri

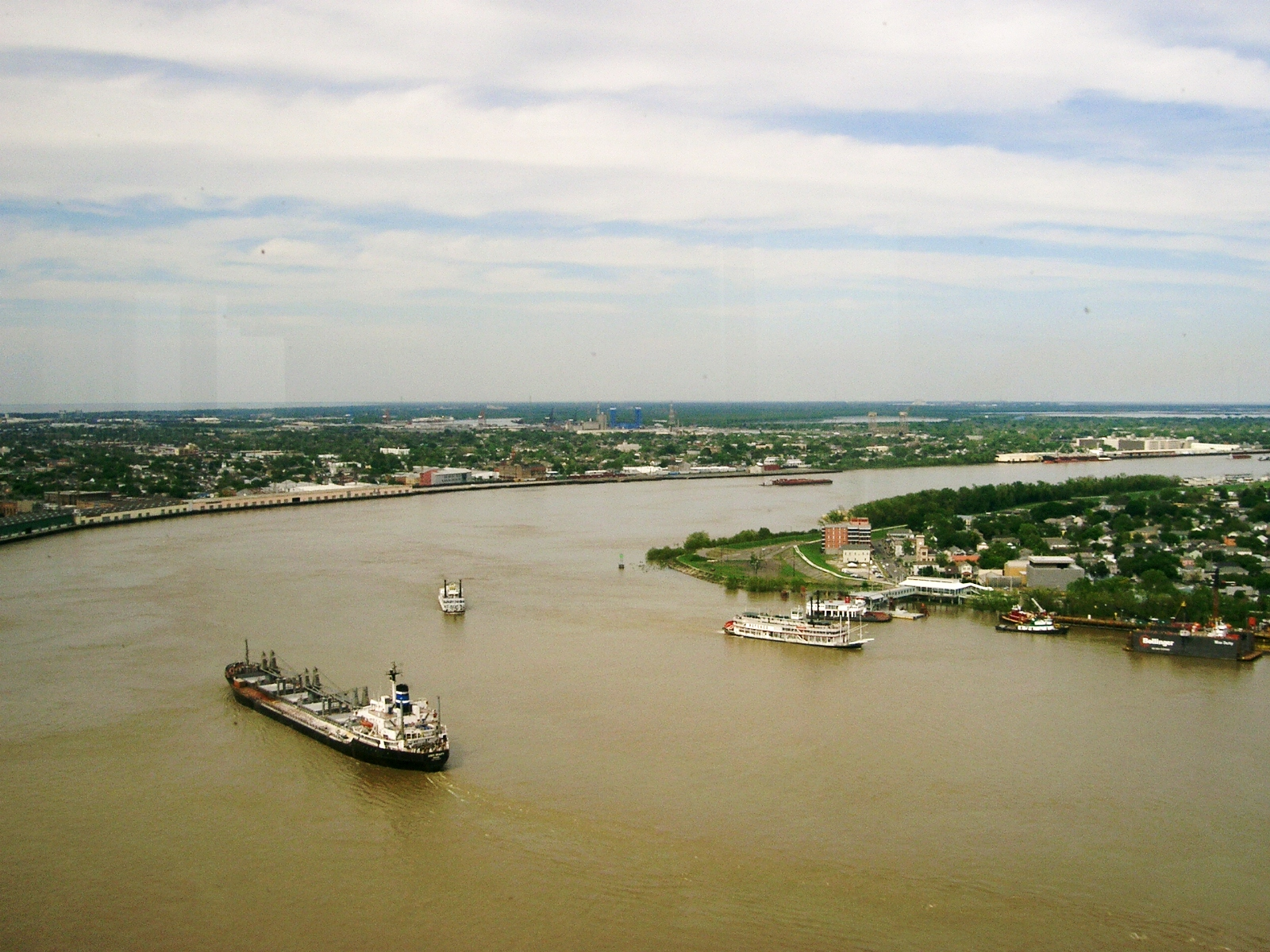
A Mississippi New Orleansnál

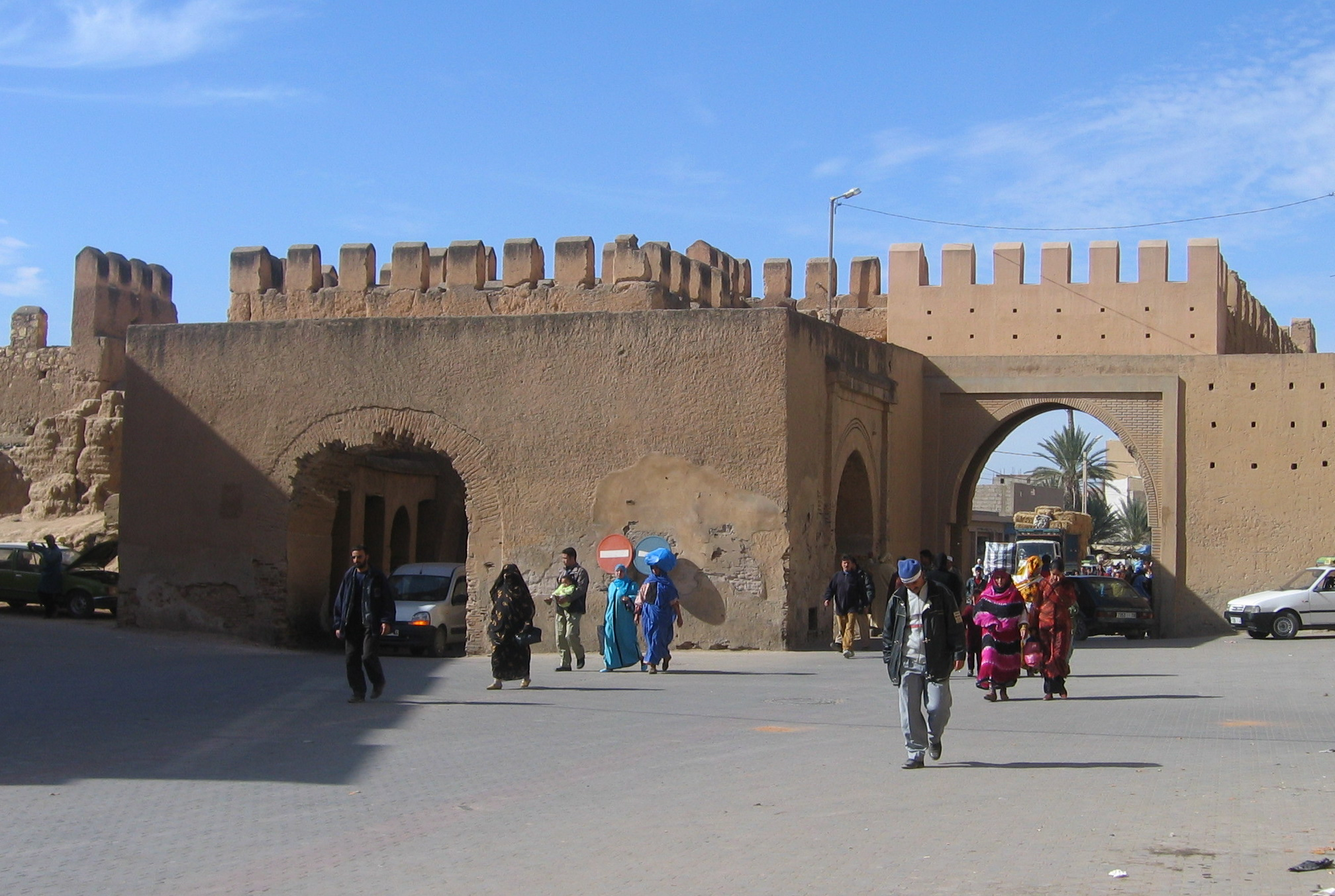
Taroudant városkapuja

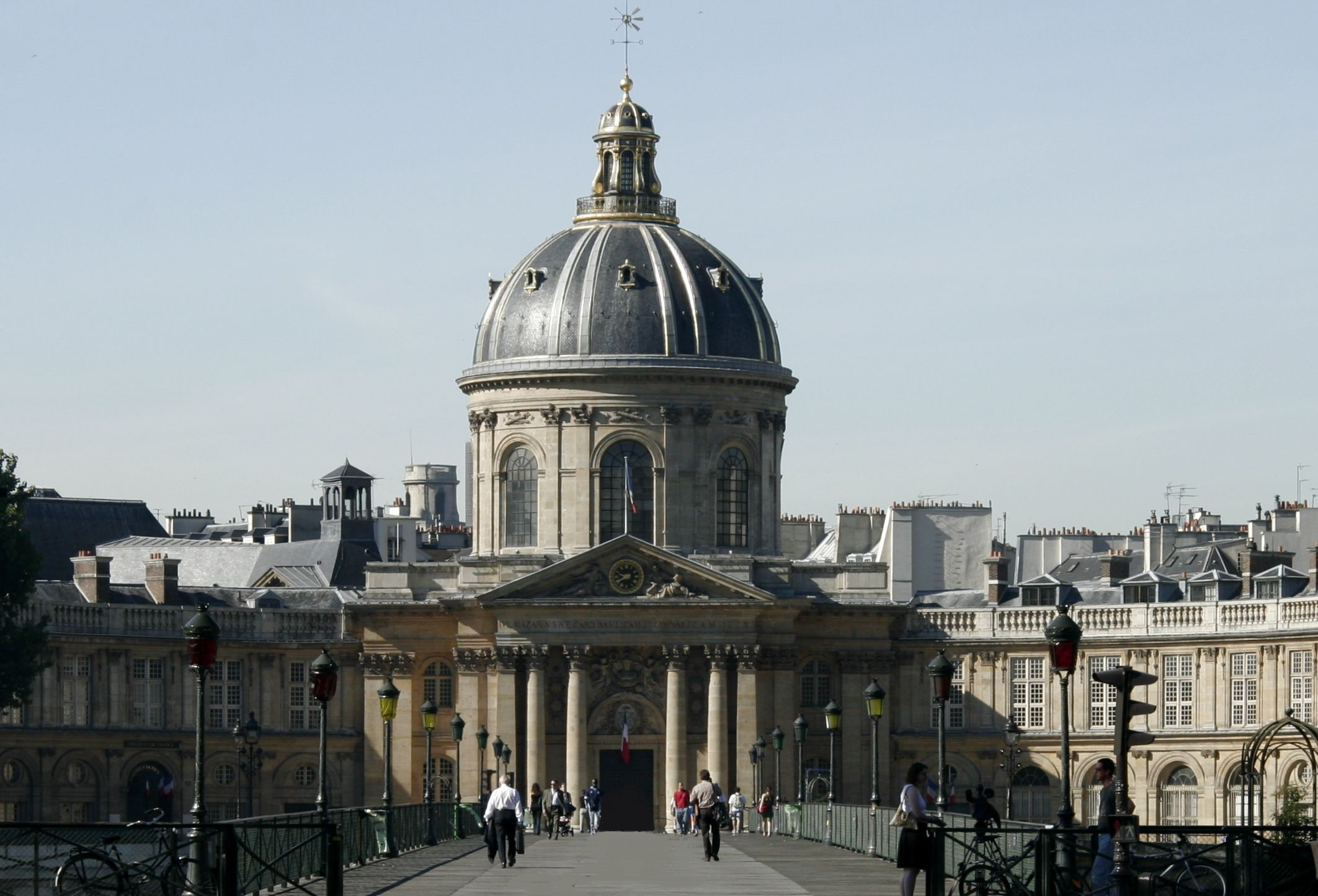
A Francia Akadémia

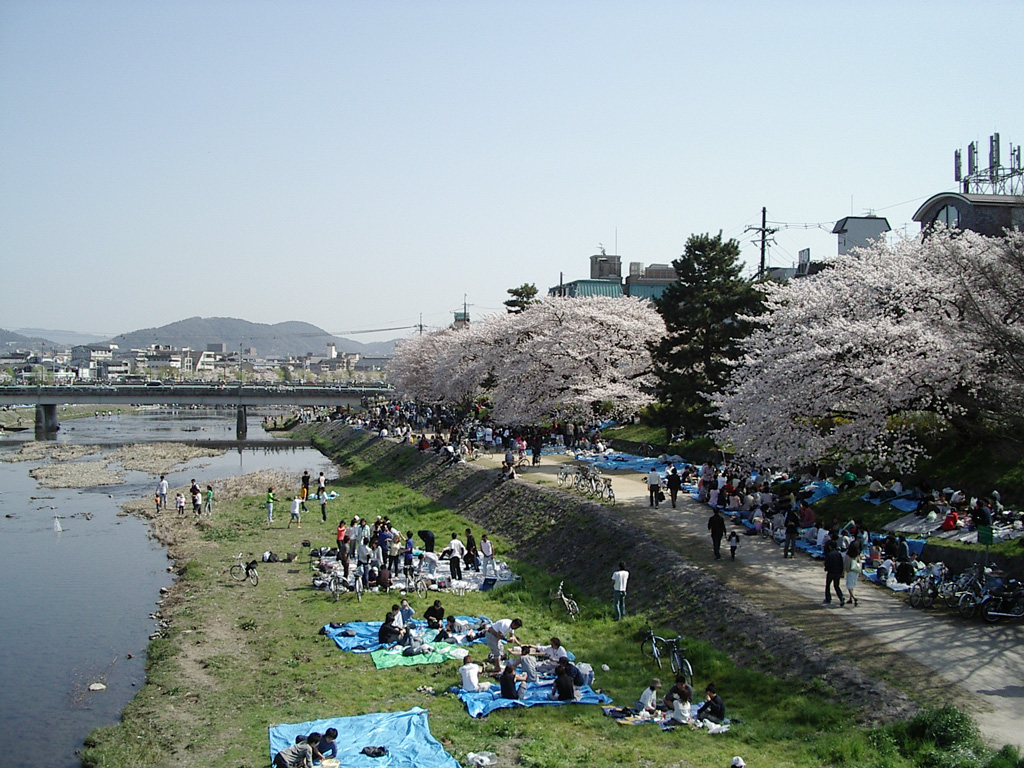
Kyoto

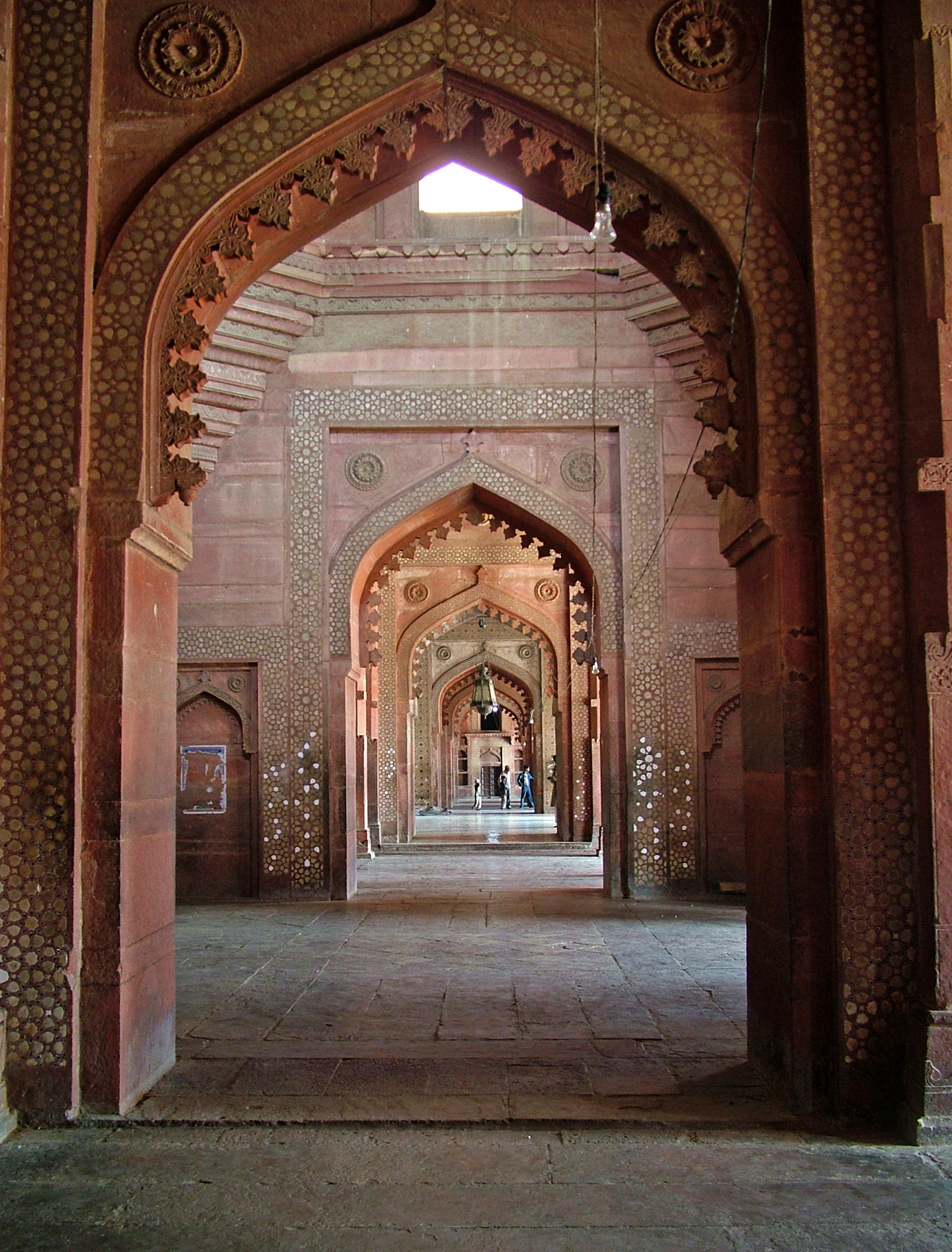
Fatehpur Szíkri (India)

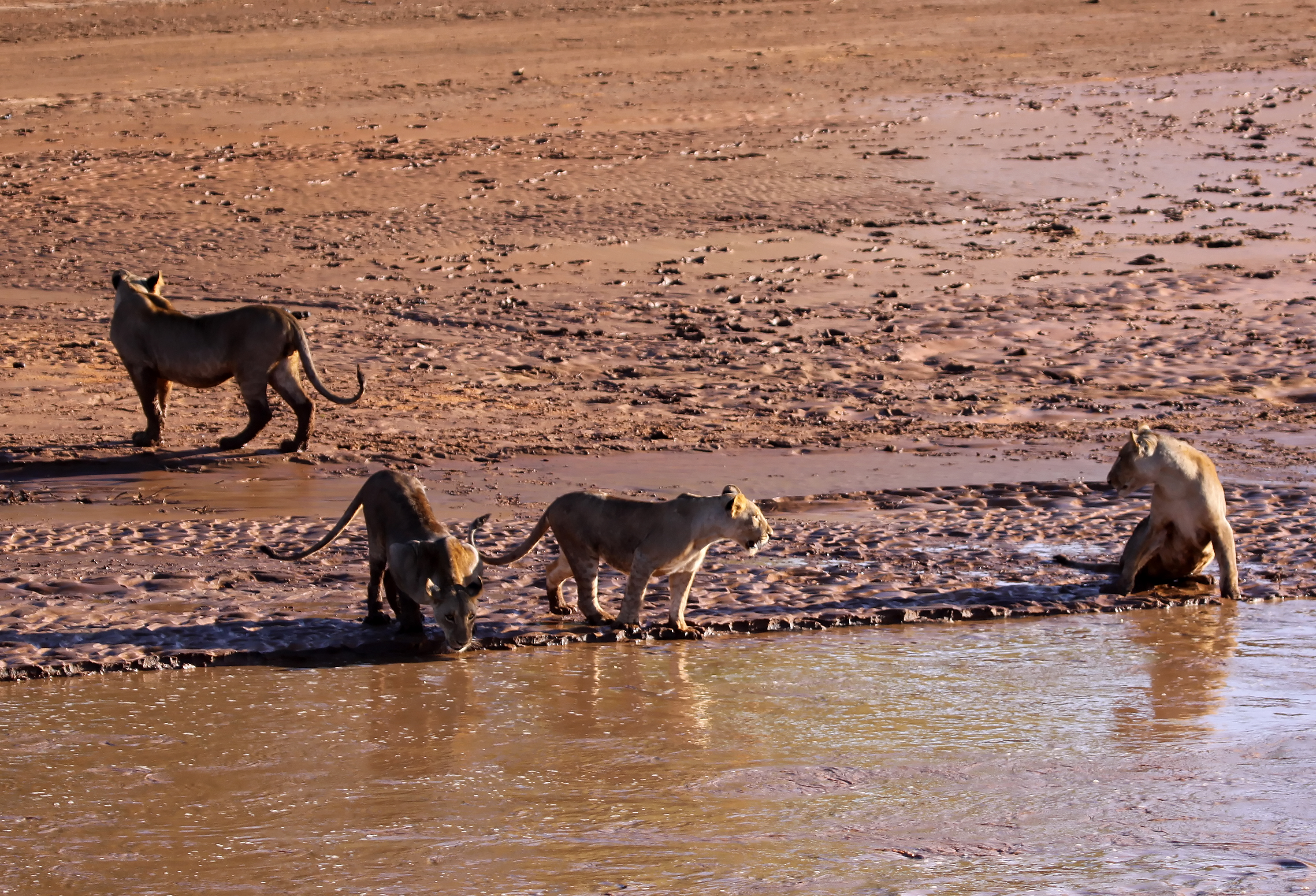
Kenyai rezervátum

Marguerite Yourcenar 1903. június 3-án Brüsszelben, az avenue Louise egyik kis házában, a 193-ban született. Anyja, az akkor 31 éves Fernande de Cartier de Marchienne, aki régi belga család leszármazottja volt, első gyermekét szülőhazájában kívánta világra hozni, nem pedig férjének, a francia arisztokráciához kötődő Michel Cleenewerk de Crayencournak a Mont-Noir hegyen, a belga-francia határ francia oldalán lévő kastélyában vagy lille-i házában. Pár nappal a szülés után gyermekágyi lázban meghalt. Ma már a ház sem áll, amelyben Marguerite született: az 1950-es években lebontották és a kor stílusában nagy bérházat építettek a helyére.
Anyja Liège-ből származó belga családjának történetét Yourcenar Le Labyrinthe du monde (A világ útvesztője) című önéletrajzi regénytrilógiája 1974-ben megjelent első kötetében, a Souvenirs pieux-ben (Emléklapok), a Crayencour családét pedig az 1977-ben kiadott második kötetben, az Archives du Nord-ban (Nord megyei levéltár) írja meg. Michel-Charles Crayencour, az apai nagyapa művelt földbirtokos és szenvedélyes műgyűjtő volt, aki az észak-franciaországi Nord megyében fontos hivatali tisztségeket is betöltött. Az írónő iránta érzett csodálatát és szeretetét tükrözi a könyv minden róla szóló sora:
|  | „Két antik szobrot formázó aranyozott bronz ajtókilincs – egy az uralkodásba és az életbe belefáradt Tiberius és egy fiatal, kegyelemért kiáltó ártatlan Niobida – most is a birtokomban van még. Velencében, a dózsepalotában máig a helyén maradt több hasonló darab. E csaknem négy évszázaddal ezelőtt Itáliában öntött két bronzkilincset, ezt a ma már meghaladott barokk luxuskellék Tiberiust és Niobidát, amelyet hajdanán szinte elkoptathatatlan aranybevonattal láttak el a régi aranyozók, valaha ismeretlenek százai fordították el, hogy ajtókat nyissanak, amelyek mögött valami várt rájuk. Egy régiségkereskedő eladta őket a galambszürke nadrágot viselő fiatalembernek; nagyapám – megöregedve és betegen – talán szeretettel húzta végig rajtuk a kezét.” |
|  | – Éd. Gallimard 1977, p. 152 |

Apai nagyanyja, Noémi Dufresne francia jogászcsalád leszármazottja, akinek apja, Amable Dufresne egy ideig a lille-i bíróság elnöki tisztét is betöltötte.
Fernande halála után a kislányt apja a Mont-Noirra, a családi kastélyba vitte, s Marguerite 1911-ig a nyarakat apai nagyanyja gondjaira bízva ott, az év többi részét pedig a lille-i házban vagy Dél-Franciaországban töltötte. De már ekkor sokat utazhatott, elvitték Brüsszelbe, Hollandiába és Párizsba is.
1912-ben, a nagyanya halála után Michel de Crayencour eladta a mont-noiri birtokot és Párizsba költözött. Marguerite ott nevelőnő irányításával kezdte meg tanulmányait, de legtöbbet a múzeumlátogatásokból, a klasszikusokat játszó színházak matinéiból és a könyvekből tanult. A nyarakat 1912 és 1914 között a belga tengerparton, Westendében töltötte. 1914-ben, az első világháború kitörésekor is itt tartózkodott apjával, és élete végéig nem felejtette el a flamand falvak akkor félrevert harangjainak kongását. Párizsba nem is tudtak visszatérni, hajóra szálltak és Londonba utaztak. Egy egész évig maradtak ott, London külvárosában laktak. Marguerite ez alatt nemcsak a múzeumokat és a westminsteri apátságot látogatta, hanem angolul is tanult, s apja bevezette a latin nyelvbe is.
1915-ben visszatértek Párizsba, ahol Marguerite tanári segítség nélkül megtanult olaszul, s kérésére apja a görögre is taníttatni kezdte.
1917-ben Michel de Crayencour nehéz anyagi helyzetbe került, Párizsból Dél-Franciaországba költözött lányával, aki ott gyakran magára maradt, miközben apja szerencsejátékokkal próbálkozott. Mindamellett elvitte Marguerite-ot Provence legszebb helyeire, s együtt olvasták a klasszikus szerzőket és a 19. század íróit. 1919-ben, tizenhat éves korában Marguerite latinból és görögből is sikeres érettségi vizsgát tett anélkül, hogy előtte iskolába járt volna.
1919-ben írta, és a Perrin kiadó 1921-ben Michel de Crayencour költségére a Marguerite és apja által a Crayencour névből fabrikált Yourcenar írói álnéven (amely 1947-ben, az amerikai állampolgárság megszerzésekor vált az írónő törvényes nevévé) ki is adta első művét, az Ikarosz-legendát feldolgozó Le Jardin des Chimères (Ábrándok kertje) című verses drámát. Összes későbbi művét is Yourcenarként jegyezte, csak írói „keresztnevét” változtatta meg 1932-ben: az addig Marg volt, s csak akkor, első ízben a Grasset kiadónál megjelent Pindare (Pindarosz) című esszéjének címlapján olvasható a Marguerite. Ugyancsak saját költségre jelent meg 1922-ben a Sansot kiadónál első verseskötete, a Les dieux ne sont pas morts (Nem haltak meg az istenek), amelyben tizenegy éves korától, 1914-től kezdve írogatott kisebb verseit gyűjtötte egybe. Később e két első könyvét irodalmi utánzatokkal teli szárnypróbálgatásnak ítélte, s törölte művei „hivatalos” listájáról.
1922 és 1926 között többször is Olaszországba utazott; apja társaságában és egyedül is ismerkedett az antik kultúra emlékeivel és a húszas évek Itáliájával. 1922. október 31-én Milánóban tanúja volt a Marcia su Rómának, a Mussolini vezette fasiszták Rómába menetelésének. Ekkor kezdte gyűjteni az anyagot a majd 1934-ben megjelenő Denier du rêve (Álomtallér) című regényéhez, amely egy Mussolini elleni sikertelen merényletről és a Rómában, az „örök városban” élő emberek mindennapjairól szól.
Ez idő tájt fordult figyelme a 19. századi angol és német irodalom felé, s ekkor kezdett ismerkedni a távolkeleti – indiai, kínai, japán – kultúrával is.
Az 1926-tól 1929-ig, apja haláláig tartó években megírta Pindare (Pindarosz) című esszéjét, amely majd 1932-ben fog megjelenni, a La Revue de Genève 1929-ben publikálta az európai kultúra hanyatlását bemutató Diagnostic de l’Europe (Diagnózis Európáról) című esszéjét, a La Revue de France pedig ugyanabban az évben a még apja által 1900-ban írt elbeszélés átdolgozásával készült Le premier Soir (Az első este) című novelláját. Ez utóbbi hozta meg az írónő számára az első elismerést, ahogy maga fogalmazott: egy szerény irodalmi díjat.
Versek és további esszék is születtek ezekben az években, majd 1927 augusztusa és 1928 szeptembere között Yourcenar megírta első maradandó művét, az Alexis ou le Traité du vain combat (Alexis, vagy értekezés a hiábavaló küzdelemről) című kisregényt, egy elszegényedett arisztokrata családból származó homoszexuális zenész-zeneszerző történetét, aki reménytelenül küzd a saját maga által abnormálisnak és elítélendőnek vélt hajlamai ellen, s aki végül – bár szereti –, kisfiuk születése után elhagyja fiatal feleségét, hogy visszanyerje szabadságát, amely nélkül képtelen élni. A feleségének szóló levél formájában megírt kisregény utolsó mondata:
A legnagyobb alázattal kérek bocsánatot Öntől, nem azért, mert elhagyom, hanem azért, hogy ilyen sokáig maradtam.
Amikor az Alexis kézirata elkészült, Michel de Crayencour már halálos beteg volt. Elolvasta a kéziratot és egy apró cédulára, amelyet később az utolsó könyvben találtak meg, amelyet halála előtt még a kezébe vett, ezt írta: „Nem olvastam semmit, ami oly kristálytiszta lett volna, mint az Alexis.”
Az apa egy lausanne-i klinikán halt meg 1929. január 12-én. Az örökölt családi vagyon lehetővé tette, hogy a következő évtizedben, 1929 és 1938 között Yourcenar még többet utazzon, mint korábban: Párizs, Belgium, Hollandia, Olaszország, Közép-Európa: Bécs, Budapest, Belgrád (1933 vagy 34 tavaszán hajóval utazott Bécsből Belgrádba és vissza), és főleg Görögország, ahol 1934-től kezdve minden évben több hónapot maradt, s gyakorlatilag csak a teleket töltötte Párizsban, a rue de Rivoliban, egy – ma már nem létező – Wagram nevű szállodában.
1937 februárjában Párizsban ismerkedett meg egy vele egykorú amerikai nővel, Grace Frickkel, aki elkísérte Görögországba és Olaszországba is, s aki ettől kezdve egészen 1979-ben bekövetkezett haláláig Yourcenar élettársa és műveinek értő angol fordítója lett. Az ő meghívására utazott Yourcenar először, 1937 szeptemberében az Egyesült Államokba, ott, New Havenben töltötte az egész telet, rengeteget olvasott az egyetemi könyvtárban és sokat utazott, járt a déli államokban (ekkor kezdett érdeklődni a néger spirituálék iránt), de meglátogatta a kanadai Québec tartományt is.
Ezeknek az éveknek a terméséből kiemelkedik az 1934-ben megjelent Álomtallér, és az amerikai útról visszatért Yourcenar által Capri szigetén 1938-ban néhány hét alatt megírt s a Gallimard-nál 1939-ben megjelent kisregény, a Coup de grâce (Kegyelemdöfés), az első világháború utáni orosz-lengyel háború idején Lettország nyugati határán játszódó történet szerelemről, barátságról, halálról.
1939 novemberében Grace Frick meghívására ismét az Egyesült Államokba utazott, hogy ott töltse a telet, de közbeszólt a történelem: kitört a második világháború, s a hat hónapra tervezett amerikai tartózkodásból 11 esztendő lett. Kezdetben mindenféle apró munkából, üzleti levelek franciára fordításából tartotta fenn magát, de 1940-től Grace közbenjárására meghívást kapott egy előadókörútra, majd – bár egyetemi diplomával nem rendelkezett –, félállást a New York-i Sarah Lawrence College-ban, ahol egészen 1953-ig francia irodalmat és művészettörténetet tanított. 1950-ben Grace Frickkel közösen vásárolt egy kertes házat a Maine állam partjainál lévő Mount Desert szigeten, s ez a ház, amelyet a sziget dűlőnevei közül választott „Petite Plaisance” névre kereszteltek, halálukig állandó lakhelyük maradt.
E tizenegy év alatt sokat dolgozott, de keveset publikált: náciellenes vitacikk, esszé a görög mítoszokról, Konsztandínosz Kaváfisz politikai verseinek és néger spirituáléknak franciára fordítása, majd 1948-tól két éven át a fő művének tekintett és 1951 decemberében megjelenő Mémoires d’Hadrien (Hadrianus emlékezései), amelyet három évtizedig érlelt magában, hisz első kéziratát már az 1920-as években elkészítette, majd 1937-38-ban ismét hozzáfogott a regény megírásához. Hatalmas anyaggyűjtő munkát végzett, minden a császárra vonatkozó antik forrást elolvasott. E kutatómunkából kivette részét a szeretett, hűséges élettárs, Grace Frick is. Yourcenar – ahogy ő maga fogalmazott –, kísérletet tesz e művében „a történelem belülről való újrateremtésére”. Átéli mindazt, amit Hadrianus átélt. Első személyben meséli el egy olyan ember életét, aki lassan jutott a legfőbb hatalom birtokába, aki sokat dolgozott és sokat szeretett, élvezte az életet, akinek legfőbb szellemi tápláléka a már akkor antik görög kultúra volt, aki békét akart adni a hosszú háborúktól elgyötört világnak, békét és a szomszédokkal való megbékélés segítségével biztos határokat. Gyönyörű fejezetek szólnak a könyvben a szerelemről, az álomról, a sorsról, a császárnak a szép, fiatal Antinoosz iránt érzett szerelméről, de mind e fejezetek mozaikjai csupán egy nagy római császár élettörténetének. A regény egyik legemlékezetesebb része azt a pillanatot örökíti meg, amikor Hadrianus elődje, a már idős, de még mindig zseniális hadvezér, Traianus császár megérti, hogy álmai Indiájába sohasem fog eljutni:
|  | „A fáradt császár Kharaxba érkezése után kiült a tengerpartra, szembe a Perzsa-öböl roppant vizével. Akkor még nem kételkedett győzelmében, de életében először nyomasztóan hatott rá a világ beláthatatlan nagysága, az idő múlása, a valamennyiünket körülvevő korlátok szorítása. S nagy könnycseppek jelentek meg mélyen barázdált arcán annak a férfinak, akiről mindenki azt hitte, hogy nem is tud sírni. A hadvezér, aki addig még senki által fel nem derített tájakig vitte a római sast, rádöbbent, hogy hajója soha nem fogja átszelni álmai tengerét : India, Baktria, s az egész ködbe vesző Kelet, amelytől a távolból úgy megrészegedett, csak nevek és álmok maradnak számára. /.../ Valahányszor nemet mondott nekem a sors életemben, mindig eszembe jutottak e könnyek, amelyeket egy este távoli partokon egy öregember hullatott, aki talán először nézett szembe az életével.” |
|  | – Éd. Gallimard 1974, p. 95 |

A Hadrianus emlékezései nagy sikert aratott, egymás után jelentek meg újabb és újabb kiadásai, sok nyelvre lefordították, 1952-ben elnyerte a Fémina-Vacaresco-díjat, még ugyanabban az évben a Francia Akadémia díját, majd 1955-ben a regény Grace Frick által fordított angol nyelvű kiadását a Newspaper Guild of New York Page One Awarddal jutalmazták.
Megszabadulva az anyagi gondoktól, Yourcenar – bár állandó lakhelye továbbra is a Mount Desert sziget maradt –, szinte szakadatlan utazással töltötte élete hátra lévő 35 esztendejét. Nem túlzás azt mondani, hogy minden további művét „útközben” írta. Utazásai során a múlt emlékeit kereste múzeumokban, templomokban, régi városokban, magába szívta a meglátogatott helyek kultúráját, előadásokat tartott egyetemeken és francia kulturális intézetekben, találkozott a kor nagy szellemeivel:
1951-52: Párizs, Svájc, Olaszország, Spanyolország.
1953: Anglia és Skandinávia.
1954-55: Párizs, Észak-Franciaország (gyermekkora helyszíneinek meglátogatása), Belgium, Németország, skandináv országok.
1956: Hollandia, Németország, Belgium (itt értesült „a budapesti felkelés leveréséről”).
1957: Kanada.
1958-60: Olaszország, Portugália, Spanyolország.
1961: Déli államok (Virginia, Kentucky, hajózás a Mississippin Cincinnatitól New Orleansig és vissza) és Massachusetts.
1962-63: Északi-fok, Balti-tenger, Szovjetunió, Izland, Lengyelország, Csehszlovákia, Ausztria, Észak-Olaszország.
1964-68: Franciaország (Bretagne, Anjou, Párizs, Észak-Franciaország), Belgium.
1969: Aix-en-Provence, Montpellier, Toulouse; előadókörút amerikai városokban.
1970-71: Belgium, Spanyolország (Algésiras, Madrid, Burgos, León), Hollandia, Párizs.
1972 és 1979 között Grace Frick egyre súlyosbodó betegsége miatt Yourcenar is kevesebbet utazott, általában élettársa mellett maradt a Mount Deserten, de azért 1972-ben átvette a waterville-i (Maine állam) Colby College Doctor honoris causa kitüntetését és egy monacói irodalmi díjat, 1974-ben a francia Grand prix national de la culture kitüntetést, 1977-ben a Francia Akadémia nagydíját, s 1977-ben még egy utolsó nagy közös utazást is tett Grace Frickkel Kanadában.
1980-85: Grace Frick 1979. november 18-án bekövetkezett halála után Yourcenar állandó útitársa és titkára Jerry Wilson fiatal amerikai fotóművész és filmrendező lett, ő kísérte el a nyolcvanas évek első felében sem ritkuló s egyre hosszabb útjaira.
1980: Florida, Karib-szigetek, Guatemala, Anglia, Dánia, Hollandia, Belgium, Párizs.
1981: Dél-Franciaország, Algéria, Marokkó, Spanyolország, Portugália, Franciaország, Hollandia, Anglia.
1982: Észak-Olaszország, Egyiptom, Görögország, Provence, Párizs, Kanada, Hawaii, Japán.
1983 (Yourcenar 80 éves!): Thaiföld, India, Görögország, Párizs, Hollandia, Kenya.
1984: Marseille, London, Montréal, Párizs, Hollandia, Belgium.
1985 januárjától májusig: India. Az indiai út után Nepálba készült, de Jerry Wilson megbetegedett, magas lázát Indiában nem tudták csillapítani, ezért visszautaztak az Egyesült Államokba, ahol kiderült, hogy a fiatal férfi AIDS-betegségben szenved. Szeptemberben Yourcenar szívinfarktust kapott, s ezt követően szívműtéten esett át. Az év hátralévő részét a Mount Deserten töltötte.
1986. február 8-án vírusos agyhártyagyulladásban meghalt Jerry Wilson. A 83 éves írónő élete két utolsó évében egy fiatal holland ápolónő, Janet Hartlief társaságában folytatta utazásait: New York, Amszterdam, Brüsszel, Mont-Noir, Párizs, Salzburg, Innsbruck, Merano, Genf, Németország, Zürich, Marokkó, Anglia, Québec.
1987. október 14-én még előadást tartott Borgesről a Harvard Egyetemen: ez volt utolsó utazása; december 17-én a Mount Desert szigeten, egy az otthonához közeli kórházban érte a halál. Hamvai a sziget legrégibb településének, Somesville-nek a temetőjében nyugszanak.
Yourcenar az 1951-ben megjelent és nevét világszerte ismertté tevő Hadrianus emlékezései után további jelentős műveket alkotott. A hatvanas években többször hozzáfogott Magyarországi Szent Erzsébet élettörténetének megírásához is, de e tervéről 1971-ben végleg lemondott, mert be kellett látnia: nem ismeri eléggé a német nyelvet ahhoz, hogy a szentről szóló középkori krónikákat eredetiben tanulmányozni tudja.
1962-ben kezdte írni és 1968 tavaszán jelentette meg L’Œuvre au noir (Opus nigrum) című regényét, amelyet még az év novemberében Femina-díjjal jutalmaztak. A regény a XVI. században, a reformáció korának harcaitól szenvedő Flandriában játszódik, tragikus sorsú főhősének élete és életfilozófiája Erasmusra, Leonardóra és Giordano Brunóra is emlékeztet.
1974-ben jelent meg Le Labirynthe du monde (A világ útvesztője) című önéletrajzi regénytrilógiájának első kötete, a Souvenirs pieux (Emléklapok), 1977-ben a második, az Archives du Nord (Nord megyei levéltár), s 1988-ban a harmadik, a Quoi ? L'Éternité (Mi? Az örökkévalóság).
1981-ben – a japán irodalom évekig tartó tanulmányozása után – publikálta esszéjét Misima Jukióról és a japán irodalomról.
Élete utolsó éveinek termése az 1982-ben Comme l’eau qui coule (Mint a futó víz) összefoglaló címen megjelent három kisregény – az Anna, soror..., két testvér egymás iránt érzett tragikus szerelméről, az Un homme obscur (Egy talányos ember), egy egyszerű ember sodródásáról, és az Une belle matinée (Szép reggel), a „talányos ember” művésznek született fiáról – utolsó darabja és a Le Temps, ce grand sculpteur (Az idő, e nagy szobrász) című tanulmánykötet (1983), amelyben egy sor jelentős írás – köztük a Thomas Mann művéről szóló – mellett a Misima-esszé is újra megjelent.

## Művészete
Marguerite Yourcenar életműve nem sorolható a XX. századi – általában „elkötelezett” – irodalmi áramlatok egyikéhez sem. Letisztult, csak a legnagyobb klasszikusokéhoz hasonlítható nyelvezet, a szép feltétlen dominanciája, az ember határtalan tisztelete jellemzi minden írását; az a meggyőződés tükröződik valamennyiből, hogy az irodalom célja nem lehet más, mint a narráció maga.

## Művei
- 1921 : Le Jardin des chimères (Ábrándok kertje – versek)
- 1922 : Les dieux ne sont pas morts (Nem haltak meg az istenek – versek)
- 1929 : Alexis ou le Traité du vain combat (Alexis, vagy értekezés a hiábavaló küzdelemről – kisregény)
- 1931 : La Nouvelle Eurydice (Az új Euridiké – regény)
- 1932 : Pindare (Pindarosz – esszé)
- 1934 : Denier du rêve (Álomtallér – regény)
- 1934 : La mort conduit l'attelage (A fogathajtó a halál – három elbeszélés)
- 1936 : Feux (Tüzek - prózaversek)
- 1937 : Les Vagues (Virginia Woolf „The Waves” – A hullámok – című regényének francia fordítása)
- 1938 : Les Songes et les Sorts (Álmok és sorsok – esszé)
- 1938 : Nouvelles orientales (Keleti novellák – elbeszélések)
- 1939 : Le Coup de grâce (Kegyelemdöfés – regény)
- 1947 : Ce que savait Maisie (Henry James „What Maisie Knew” – Maisie tudja – című regényének francia fordítása)
- 1951 : Mémoires d'Hadrien (Hadrianus emlékezései – regény)
- 1954 : Électre ou La chute des masques (Elektra, vagy az álarcok lehulltak – dráma)
- 1956 : Les Charités d'Alcippe (Alkippé adakozása – versek)
- 1958 : Konsztantinosz Kavafisz műveinek kritikai kiadása és összes versének francia fordítása
- 1962 : Ah, mon beau château (Én szép kastélyom – esszék)
- 1963 : Le Mystère d'Alceste (Alkésztisz titka – dráma)
- 1963 : Qui n'a pas son Minotaure ? (Kinek nincs meg a maga Minotaurusza? – dráma)
- 1964 : Hortense Flexner (esszé és válogatott verseinek francia fordítása)
- 1964 : Fleuve profond, sombre rivière (Mély folyam, sötét folyó – néger spirituálék francia fordítása)
- 1968 : L'Œuvre au noir (Opus nigrum – regény)
- 1969 : Présentation critique d'Hortense Flexner, choix de poèmes (H. F. kritikai kiadása, versfordítások)
- 1971 : Réception de Madame Marguerite Yourcenar à l'Académie royale de langue et de littérature françaises de Belgique - Discours de Mme Marguerite Yourcenar (székfoglaló a Belga Királyi Akadémián)
- 1971 : Théâtre (Színművek)
- 1974 : Le Labyrinthe du monde. I, Souvenirs pieux (A világ útvesztője. I. Emléklapok – önéletrajzi regény)
- 1977 : Le Labyrinthe du monde. II, Archives du Nord (A világ útvesztője. II. Nord megyei levéltár – önéletrajzi regény)
- 1979 : La Couronne et la Lyre (A koszorú és a líra – görögből fordított versek antológiája)
- 1980 : Mishima ou la Vision du vide (Misima, avagy az űr víziója – esszé)
- 1981 : Discours de réception de Madame Marguerite Yourcenar à l'Académie française (székfoglaló a Francia Akadémián)
- 1982 : Comme l'eau qui coule (Mint a futó víz – három elbeszélés)
- 1982 : Œuvres romanesques (Regények, elbeszélések – díszkiadás a Pléiade-sorozatban)
- 1983 : Le Coin des "Amen" (James Baldwin „The Amen Corner” – Ámensarok - című drámájának fordítása)
- 1983 : Le Temps, ce grand sculpteur (Az idő, e nagy szobrász – tanulmányok)
- 1984 : Blues et Gospels (fordítások)
- 1984 : Cinq Nô modernes de Yukio Mishima (Öt modern Nô Misima Yukiótól – fordítás)
- 1985 : Le Cheval noir à tête blanche (A fehér fejű fekete ló – indián gyermekmesék fordítása)
- 1987 : La Voix des choses (A dolgok hangja – esszé)
- 1988 : Le Labyrinthe du monde. III : Quoi? L'Éternité (A világ útvesztője. III. Mi? Az örökkévalóság – önéletrajzi regény)

## Magyarul megjelent
- 1983: Opus Nigrum (Magvető Könyvkiadó, fordította Szávai János, Világkönyvtár sorozat, ISBN 963-271-898-4)
- 1983: Anna, soror (Nagyvilág világirodalmi folyóirat, XXVIII. évfolyam 7. szám, 1006-1039. oldal, fordította Rayman Katalin ISSN 0547-1613)
- 1984: Hadrianus emlékezései (Európa Könyvkiadó, fordította Réz Pál, ISBN 963-07-3157-6)
- 1986: Én szép kastélyom. Esszék, tanulmányok (Magvető Könyvkiadó, fordította Rayman Katalin, Világkönyvtár sorozat, ISBN 963-14-0849-3)
- 1986: Mint a futó víz. Három kisregény Anna, soror... / Egy talányos ember / Szép reggel (Európa Könyvkiadó, fordította Rayman Katalin és Szathmári Éva, ISBN 963-07-3819-8)
- 1988: Emléklapok. A világ útvesztője I. (Magvető Könyvkiadó, fordította Ferch Magda, Világkönyvtár sorozat, ISBN 963-14-1313-6)
- 1998: Misima, avagy az űr víziója és Humanizmus és hermetizmus Thomas Mann műveiben (megjelentek a Dobai Péter által szerkesztett Rimbaud Abesszíniában c. esszékötetben, Nagyvilág Kiadó, ISBN 963-85680-9-7)
- 2001: Keleti történetek (AKGA Junior Kiadói Kft., fordította Kovács Ilona és Vargyas Zoltán, ISBN 963-9190-21-7)